# Nadine Gobet

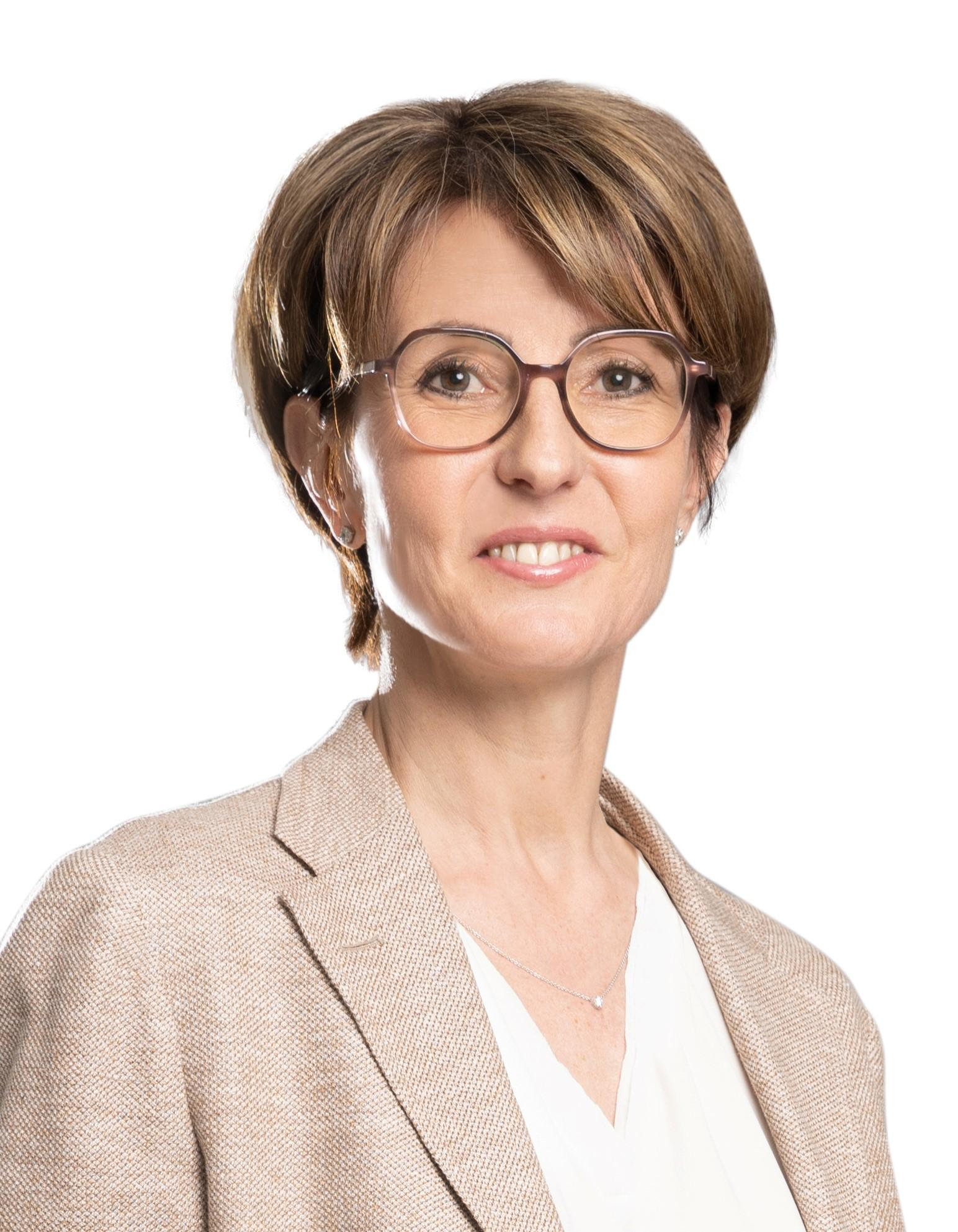
Nadine Gobet

Nadine Gobet (* 18. November 1969) ist eine Schweizer Politikerin (FDP.Die Liberalen). 2023 wurde sie in den Nationalrat gewählt.

## Ausbildung
Die Primarschule besuchte Nadine Gobet in Romont, anschliessend absolvierte sie die gymnasiale Ausbildung am Collège Sainte-Croix in Freiburg. Sie studierte Rechtswissenschaften an der Universität Freiburg, wo sie 1994 mit einem Master abschloss. Danach war sie als Juristin und Sekretärin des Freiburger Metzger- und Viehhändlerverbands tätig, einem Unterverband des Arbeitgeber- und Wirtschaftsverbands (FPE). Im Jahr 2006 wurde sie stellvertretende Direktorin des Verbands, 2015 übernahm sie dessen Leitung. Parallel dazu leitet sie den Regionalverband des Greyerzbezirks (ARG). Ausserdem sitzt sie im Verwaltungsrat der Freiburgischen Verkehrsbetriebe (TPF). Von 2008 bis 2020 war sie Mitglied und Vizepräsidentin des Stiftungsrats Les Buissonnets in Freiburg.

## Politische Tätigkeit
1996 wurde Nadine Gobet zur Richterin am Gericht des Bezirks Glâne ernannt. Von 2006 bis 2023 sass sie im Grossen Rat des Kantons Freiburg. Zweimal, 2015 und 2019, hatte sie erfolglos für den Nationalrat kandidiert, bevor sie im Oktober 2023 beim dritten Anlauf in die Nationalrat gewählt wurde und den FDP-Sitz von Jacques Bourgeois verteidigte.

## Privatleben
Nadine Gobet wuchs gemeinsam mit zwei jüngeren Brüdern in Romont im Kanton Freiburg auf. In ihrer Jugend engagierte sie sich in der Pfadfinderbewegung. Sie wohnt seit 1997 in Bulle. Ihr Lebensgefährte starb 2016.